# Два товарища (фильм)
«Два товарища» — лирическая комедия 2000 года режиссёра Валерия Пендраковского, снятая по мотивам одноимённой повести Владимира Войновича.

## Сюжет
Середина 1960-х годов, провинциальный советский городок. Перед тем, как уйти служить в армию, двое молодых друзей ходят на танцы, пробуют вино, знакомятся с девушками. Их жизнь полна приключений и соблазнов, но каждый из них выбирает свой путь в жизни…

Фильм о возмужании. Этим всё сказано. Это воспитание чувств нашего поколения. Там есть какие-то вещи, узнаваемые для всех, кому около 40 или больше. Да не только для нашего поколения, все люди эти основные, узловые моменты жизни проходят. Это испытание любовью, я имею в виду первую любовь, это испытание подлостью, испытание под названием «выбор жизненного пути», то есть куда идти, как идти. Это, в конце концов, история о том, как человек вырывается из юности, делает первый шаг во взрослую жизнь. — режиссёр Валерий Пендраковский

## В ролях
- Юрий Мосейчук — Валера Важенин
- Михаил Тарабукин — Толик, приятель Валеры
- Ирина Розанова — Екатерина Васильевна, мать Валеры
- Виктор Проскурин — Сергей Важенин, отец Валеры
- Ольга Лоскутова — Шура, новая жена отца Валеры
- Ия Саввина — бабушка Валеры
- Юлия Благая — Таня, подруга Валеры
- Алексей Панин — Козуб, хулиган
- Ирина Малышева — педагог
- Александр Граве — эпизод
- Владимир Денщиков — эпизод
- Валерий Юрченко — эпизод
- Наталья Романычева — эпизод
- и другие

## О фильме
Фильм имеет явный референс к фильму «Я шагаю по Москве», в одной из сцен герой даже наигрывает на пианино мелодию из этого фильма. Как заметил Матвей Ганапольский, главный герой фильма очень похож на молодого Михалкова. «Более того, поведенчески актёр делает такие вещи, что он ходит как молодой Никита».

## Съёмки
Место съёмок — Симферополь.

## Песня
Для фильма была создана песня «Память» на стихи автора экранизируемой повести Владимира Войновича, музыка Тихона Хренникова, аранжировка и исполнение ансамбля «Доктор Ватсон».

## Фестивали и награды
- «Киношок» (2000) — Приз жюри прокатчиков ОФК стран СНГ и Балтии.
- Литература и кино (2001) — Призы жюри за лучшую роль второго плана (Виктор Проскурин), за лучшую музыку (Тихон Хренников), приз читательского жюри:

«За тонкую стилизацию ушедшей эпохи и за передачу удивительной атмосферы теплоты и юношеского оптимизма повести Владимира Войновича»
.